# اسربرنکو پوساوتس
اسربرنکو پوساوتس (کرواتی: Srebrenko Posavec؛ زادهٔ ۱۹ مارس ۱۹۸۰) بازیکن فوتبال اهل کرواسی بود.
از باشگاه‌هایی که در آن بازی کرده‌است می‌توان به باشگاه فوتبال آنکاراگوچو، باشگاه فوتبال هانوفر ۹۶، باشگاه فوتبال کوپر، باشگاه فوتبال واراژدین، و باشگاه فوتبال اسلاون بلوپو اشاره کرد.
وی همچنین در تیم ملی فوتبال کرواسی بازی کرده‌است.